# ويل ليمان
ويل ليمان (بالإنجليزية: Will Lyman)‏ هو ممثل أمريكي، ولد في 20 مايو 1948 في الولايات المتحدة.

## أعمال

### أفلام
- (1998) الحصار[3]
- (2006) الأطفال الصغار[4]
- (2008) آيرون مان[5][6]

### مسلسلات
- عالم آخر

## وصلات خارجية
- ويل ليمان على موقع IMDb (الإنجليزية)
- ويل ليمان على موقع ألو سيني (الفرنسية)
- ويل ليمان على موقع أول موفي (الإنجليزية)
- ويل ليمان على موقع قاعدة بيانات الأفلام السويدية (السويدية)
- ويل ليمان على موقع قاعدة بيانات الفيلم (الإنجليزية)
- ويل ليمان على موقع كينوبويسك (الروسية)